# Список об'єктів, названих на честь Георгія Вороного
Наступне було названо на честь Георгія Вороного (1868—1908) — українського математика:
- Діаграма Вороного (теселяція Вороного, декомпозиція Вороного)
- Теорема Вороного (про паралелоедри)
- Формула Вороного
- Поліедр Вороного-Діріхле
- Метод Вороного–Ньорлунда — метод узагальненого підсумовування розбіжних рядів